# Kreis Goldingen

Der Kreis Goldingen im Gouvernement Kurland

Der Kreis Goldingen während der sowjetischen Okkupation 1940/1941 und 1945–1949

Kreis Goldingen (russisch Гольдингенский уезд Goldingensky uezd, lettisch Kuldīgas apriņķis) war von 1819 bis 1949 eine Verwaltungseinheit in Kurland. Hauptort war Goldingen.

## Lage
Der Kreis Goldingen grenzte im Nordosten an den Kreis Talsen, im Osten an den Kreis Tuckum, im Süden an das Gouvernement Kowno.

## Verwaltung

### Unterstellung
Von 1819 bis 1915 gehörte der Kreis zum Gouvernement Kurland im Russischen Reich, von 1915 bis 1918 war er von deutschen Truppen besetzt. Von 1918 bis 1940 gehörte der Kreis zur Republik Lettland. 1940/1941 war der Kreis von der Sowjetunion besetzt, von 1941 bis 1945 von deutschen Truppen besetzt und von 1945 bis 1949 ein Teil der Lettischen SSR.

### Auflösung 1949 und folgende Umgliederungen
Am 31. Dezember 1949 erfolgte die Aufspaltung in die Rajone Auces (1949–1959), Kuldīgas (1949–2009), Saldus (1949–2009) und Skrundas (1949–1959).
Ab 2009 wurde Lettland in Bezirke (novad) gegliedert. Vier Bezirke tragen den Namen der Rajone von 1949: Bezirk Auce, Bezirk Kuldīga, Bezirk Saldus, Bezirk Skrunda.

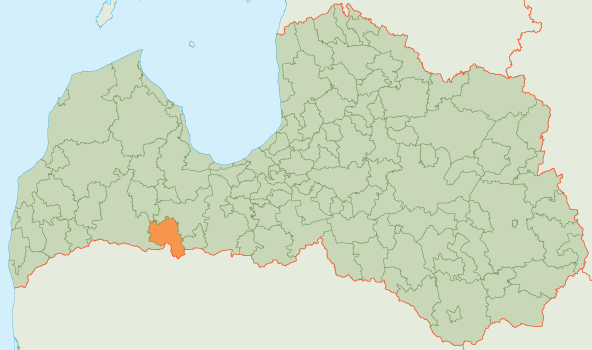
Auce
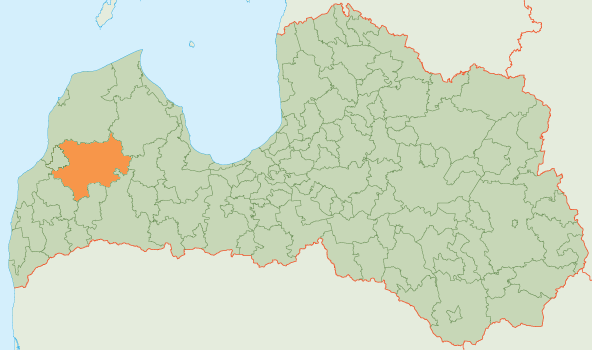
Kuldīga
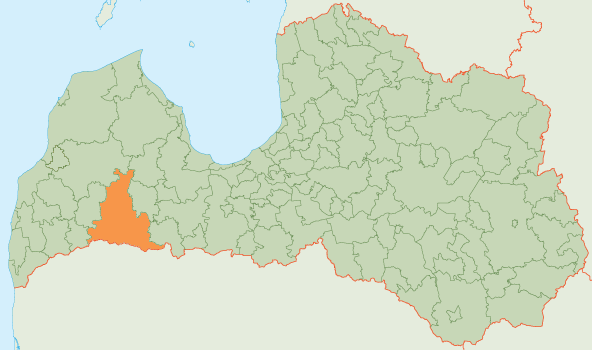
Saldus
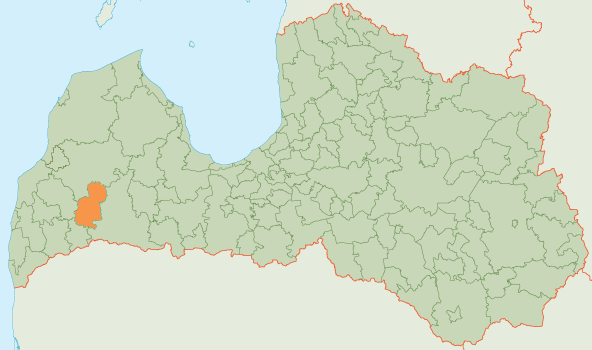
Skrunda

## Bevölkerung

### Zensus des Russischen Kaiserreiches
Die erste gesamtrussischen Volkszählung von 1897 ergab 66.335 Einwohner. Davon sprachen 57.415 Personen (86,6 %) lettisch, 5.626 (8,5 %) deutsch, 2.639 (4,0 %) jiddisch, 212 (0,3 %) litauisch, 180 (0,3 %) Romani, 161 (0,2 %) Russisch und 51 (0,1 %) Polnisch als Muttersprache.

### Grundgesessene Adelsgeschlechter
- Recke (Adelsgeschlecht), Eigentümer: Berghof-Brotzen, bei Frauenburg (von 1576 bis 1919 im Besitz der Familie)
- Thülen (Adelsgeschlecht): Kimahlen und Barutzen (Pfandbesitz)
- Rappe (preußisches Adelsgeschlecht): Satticken, Scheden und Klein Nitten (bis 1729)